# Suzuki Vitara

## Allgemein
Der Suzuki Vitara ist ein Geländewagen des japanischen Automobil-, Motorrad- und Marineproduzenten Suzuki. Er wurde ab Sommer 1988 in Deutschland parallel zum weiterhin angebotenen Samurai als Dreitürer mit kurzem Radstand eingeführt, war als Cabrio oder mit Stahldach erhältlich und besaß einen 1,6-Liter-Vierzylinder-Ottomotor.
Im Herbst 1990 ergänzte Suzuki diese Version mit einer fünftürigen Variante mit 28 cm längerem Radstand, welche auch als Vitara Long bezeichnet wurde. Von dessen 16-Ventil-Ottomotor mit 71 kW (97 PS) profitierte ab 1995 auch der Dreitürer.
Der Fünftürer war ab diesem Baujahr wahlweise mit einem 2,0-Liter-V6-Ottomotor mit 100 kW (136 PS) erhältlich, dessen Sicherheitsausstattung zwei Airbags umfasste.
Anfang 1996 stellte Suzuki den benzingetriebenen Fünftürern einen Turbodiesel mit 2,0 Liter Hubraum zur Seite, der zunächst nur mit Automatik erhältlich war. Im selben Jahr erhielten auch die Zweitürer zwei Frontairbags.
1997 erstarkte der Turbodiesel dank Ladeluftkühler auf 65 kW (88 PS) und war wahlweise auch mit manuellem Schaltgetriebe erhältlich. Den Dreitürer gab es ab sofort auch mit 2,0-Liter-Vierzylinder-Ottomotor mit 97 kW (132 PS).

Im Frühjahr 1998 löste Suzuki den Vitara in Deutschland durch den Grand Vitara ab, während der bisherige Vitara nur noch in Spanien weiter produziert wurde. In Spanien wurde der Vitara bis 2005 von Santana Motor s.a gebaut, dort wurde von 1998 an ein 1.9 Turbodiesel (erkennbar an der Hutze in der Motorhaube) angeboten, der 2003 durch einen 2.0HDi Motor mit 87PS (DW10TD) von PSA ersetzt wurde. Nach 2005 wurde die Zusammenarbeit mit Santana Motor s.a seitens Suzuki beendet, Santana Motors s.a hat weitere Fahrzeuge mit dem Modellnamen "300" (Dreitürige-Version), sowie "350" (Fünftürige-Version) auf Basis des Vitaras hergestellt. Derzeit wird der Vitara noch unter dem Markennamen von Chevrolet hergestellt. Einzig verbleibender Hersteller ist die ecuadorianische AYMESA.

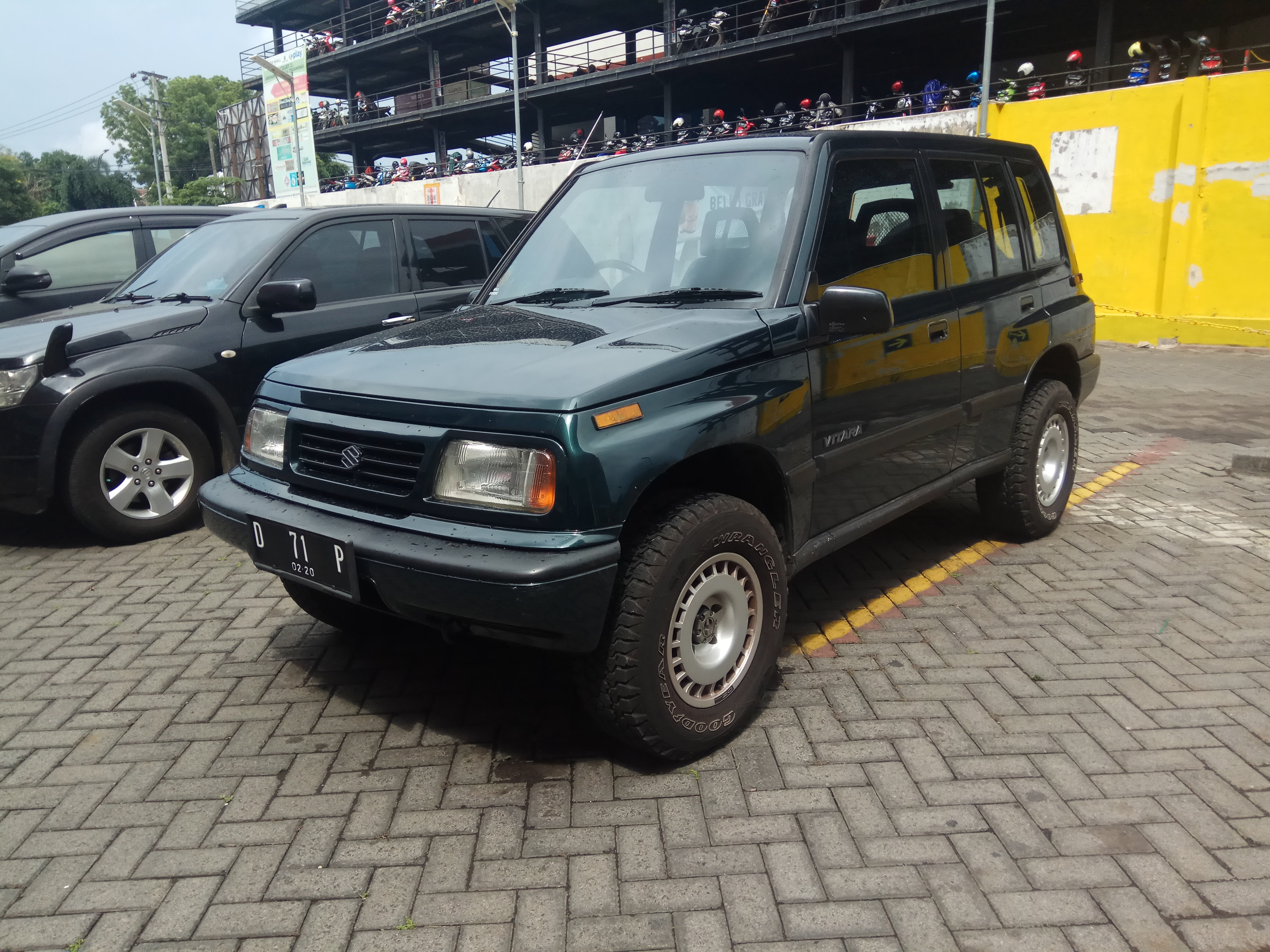
Suzuki Vitara
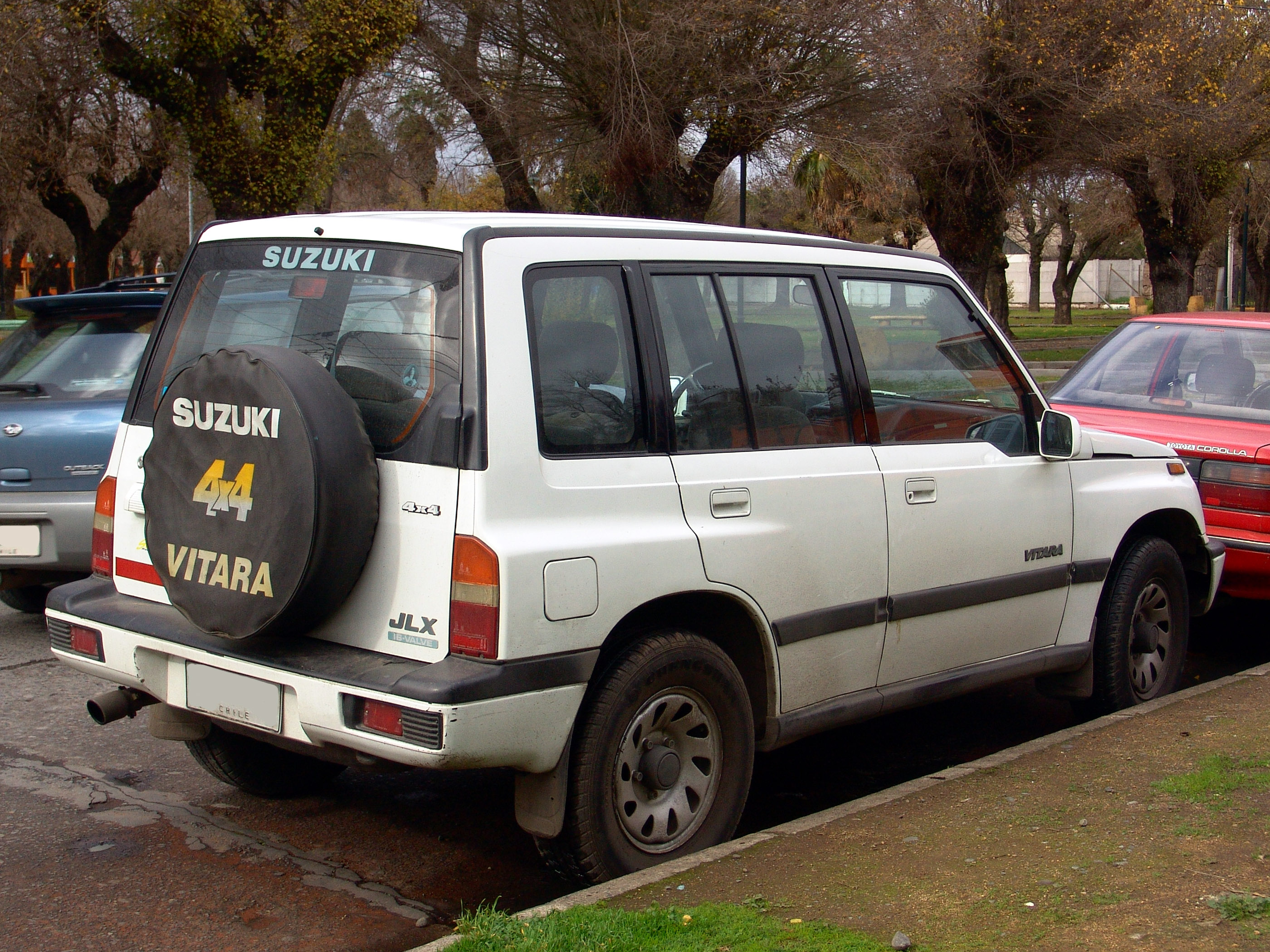
Suzuki Vitara (Heckansicht)
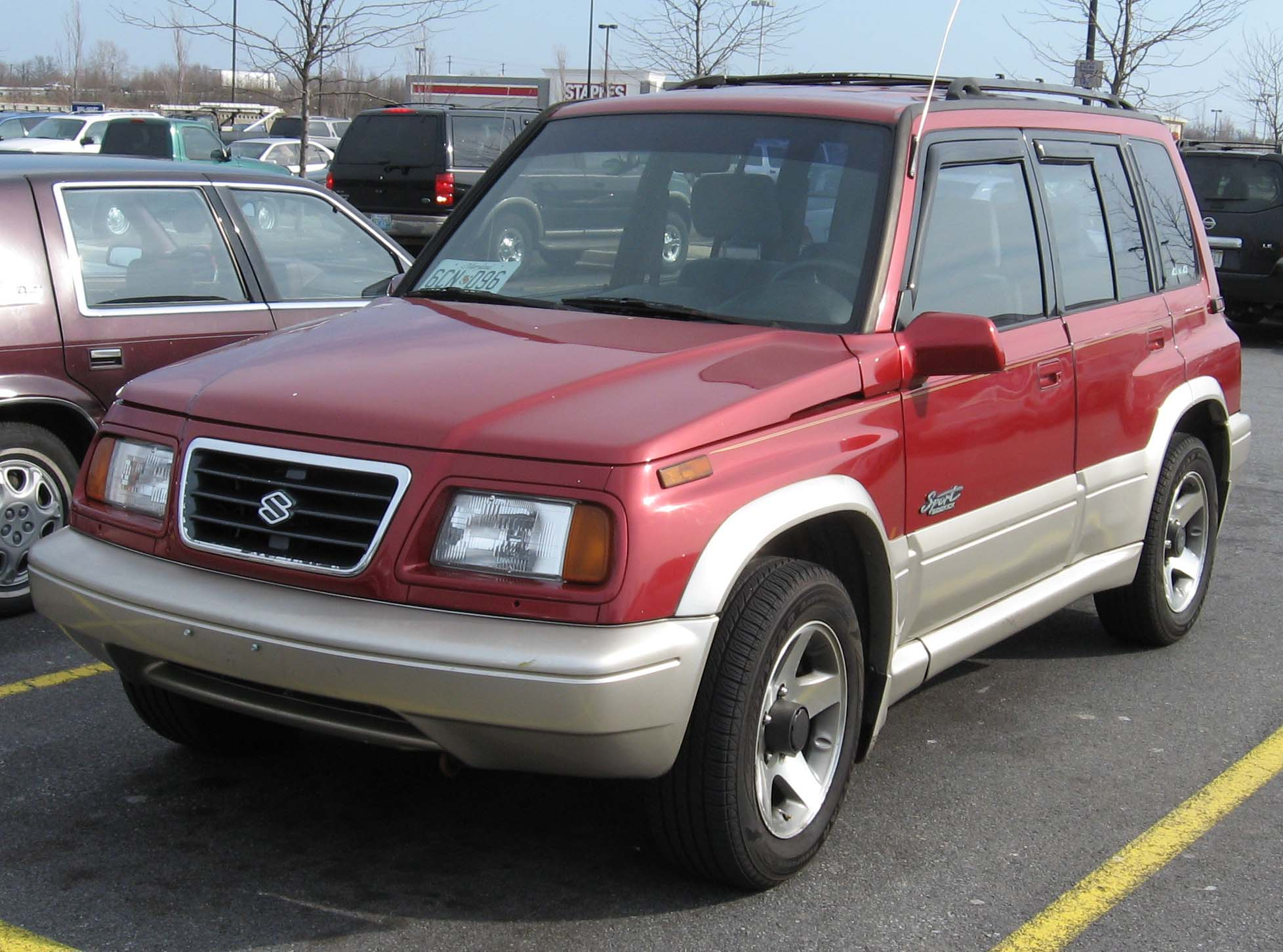
Suzuki Vitara (Facelift, Fünftürer)
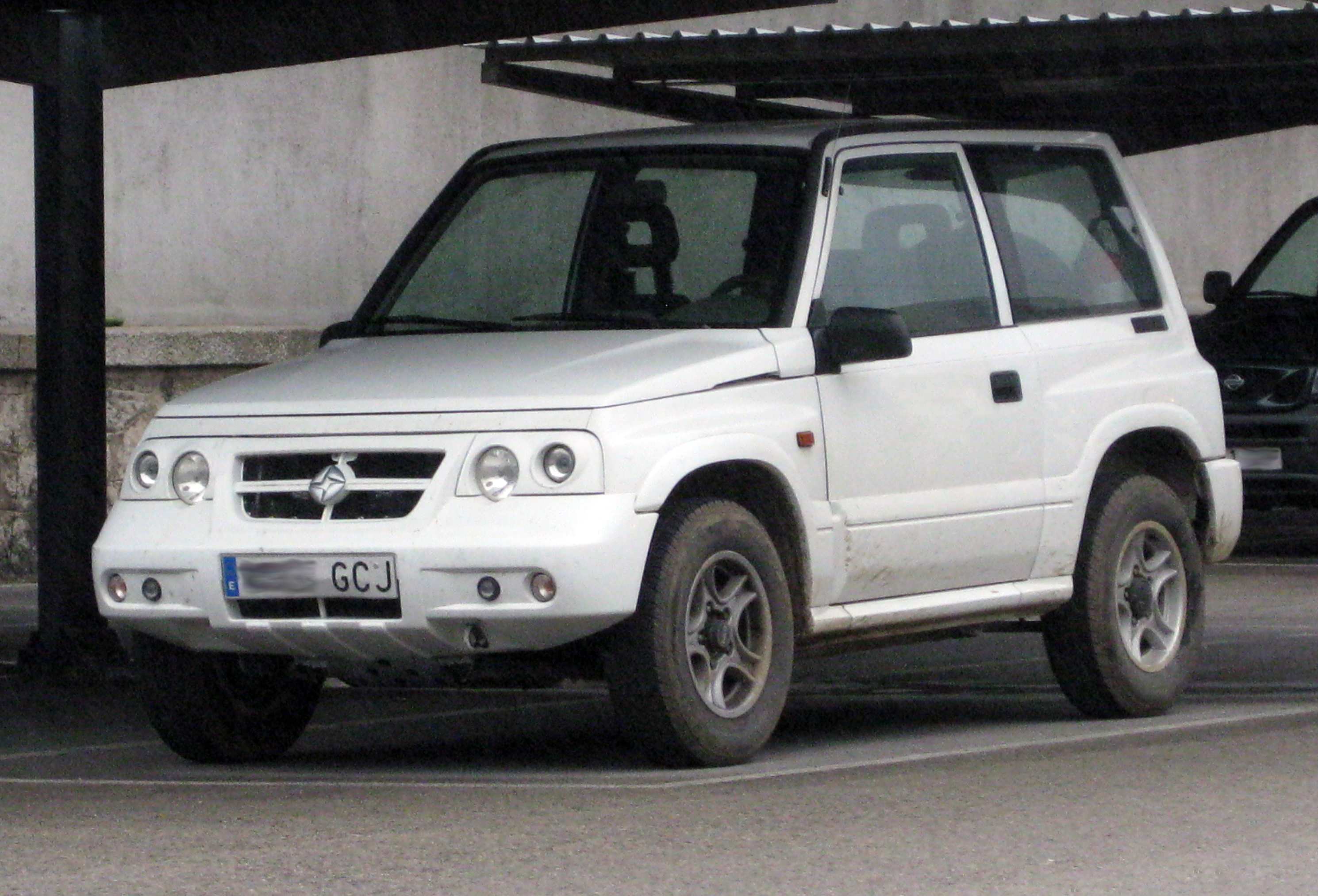
Santana 300 (Dreitürige-Version), hergestellt auf Basis des Vitara
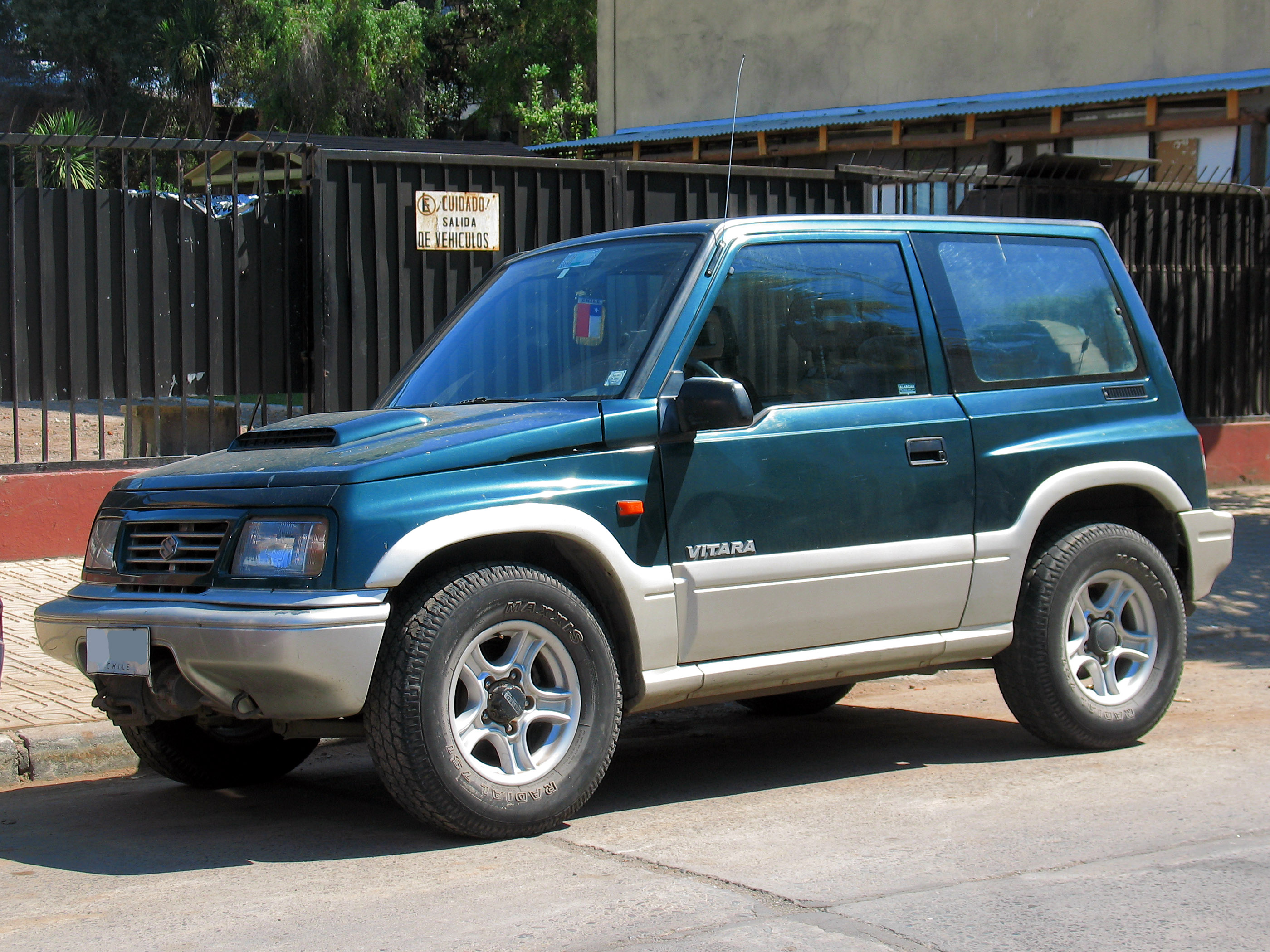
Vitara mit dem 1.9TD Motor, hergestellt bei Santana in Spanien

| Modell  | Typ       | Bauart | Ventilsteuerung | Gemischaufbereitung     | Hubraum  | Leistung                     | Drehmoment            | Verbrauch      | 0–100 km/h | Vmax     | Abgasnachbehandlung    |
| ------- | --------- | ------ | --------------- | ----------------------- | -------- | ---------------------------- | --------------------- | -------------- | ---------- | -------- | ---------------------- |
| 1.6 16V | Ottomotor | R4     | 16V, OHC        | Multipoint-Einspritzung | 1590 cm³ | 71 kW (97 PS) bei 5600 min−1 | 132 Nm bei 4000 min−1 | 9,6 l/100 km N | 15,0 s     | 150 km/h | geregelter Katalysator |

### Suzuki Escudo Pikes Peak
Eine stark modifizierte Version des Escudo wurde beim Pikes Peak-Bergrennen eingesetzt.

## Weltweite Versionen

### Japan
Neben der Suzuki-Version, die in Japan als Escudo verkauft wurde, bot Mazda von 1995 bis 1997 auch eine Version unter dem Namen Mazda Proceed Levante an. Auch der Suzuki Grand Vitara wurde von 1997 bis 2000 erneut als Proceed Levante verkauft, bevor er durch den Tribute ersetzt wurde.

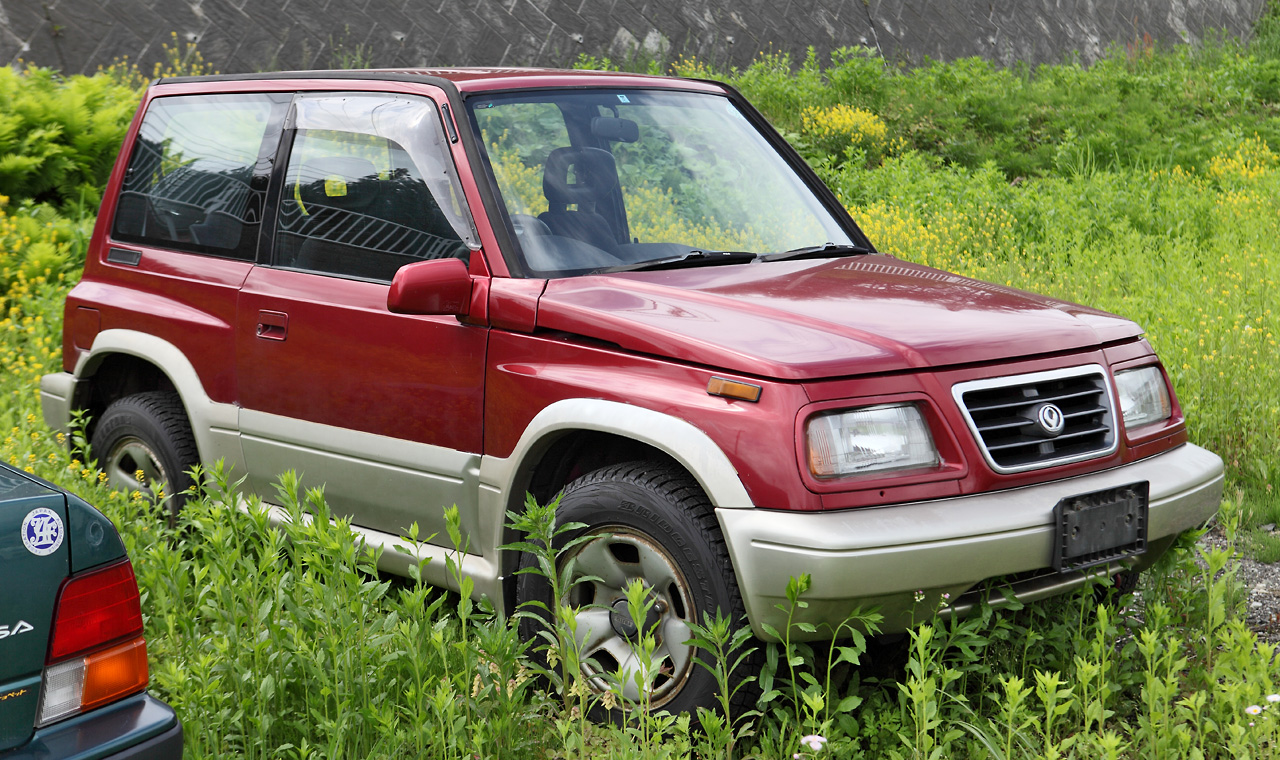
Mazda Proceed Levante Dreitürer (1995–1997)
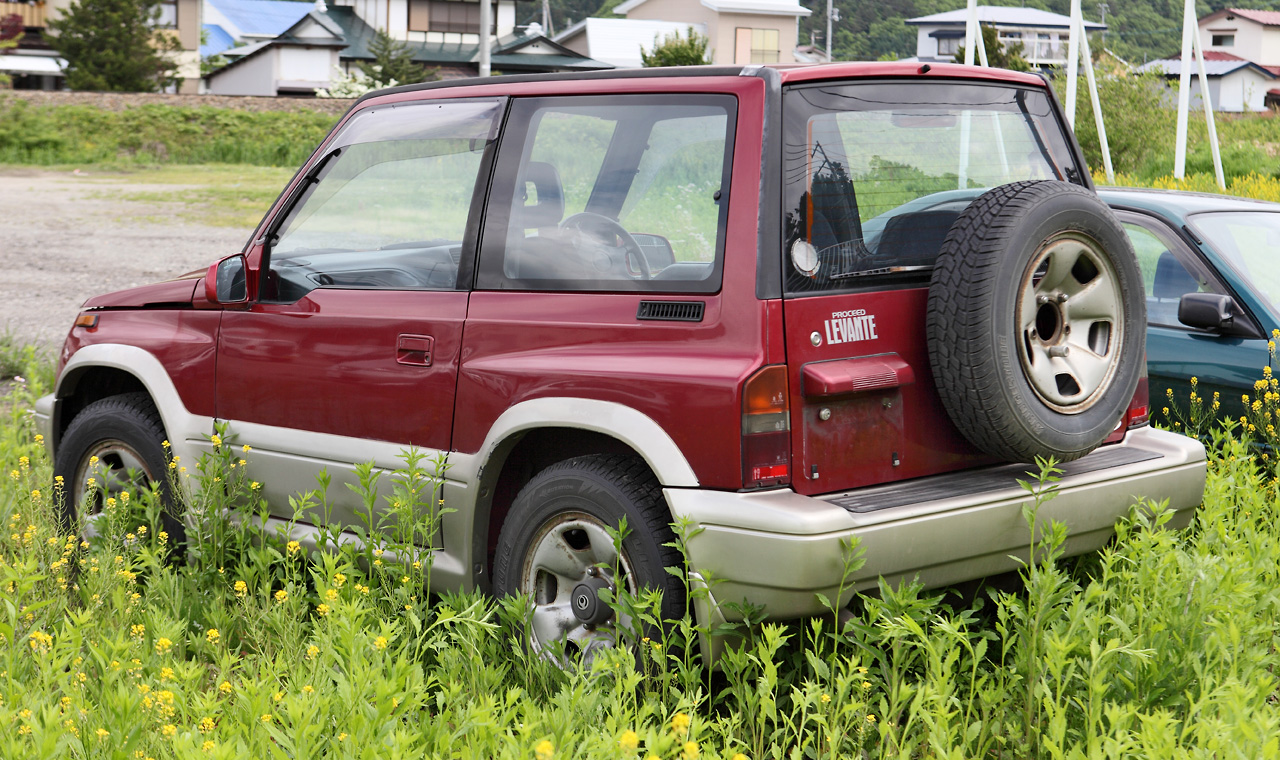
Mazda Proceed Levante (Heckansicht)
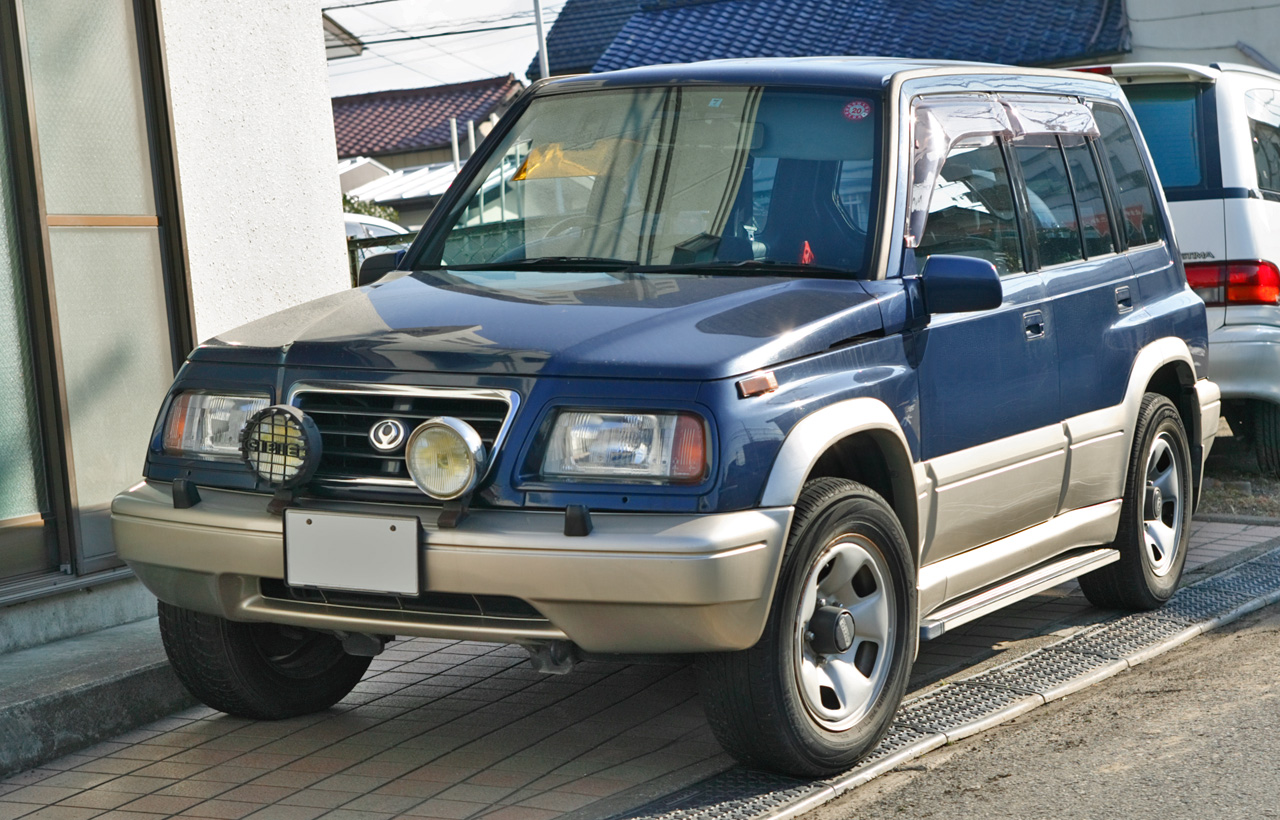
Fünftürer

### USA
In Amerika wurde der Vitara als Suzuki Sidekick verkauft, sowie unter der zu GM gehörenden Automarke Geo außerdem als Geo Tracker. Den Tracker gab es ausschließlich mit 1,6 Liter-Vierzylinder mit 96 PS (70 kW) oder 82 PS (60 kW). Nachdem die Marke Geo zum Jahr 1998 eingestellt worden war, wurde der Tracker danach als Chevrolet Tracker bzw. GMC Tracker verkauft. 

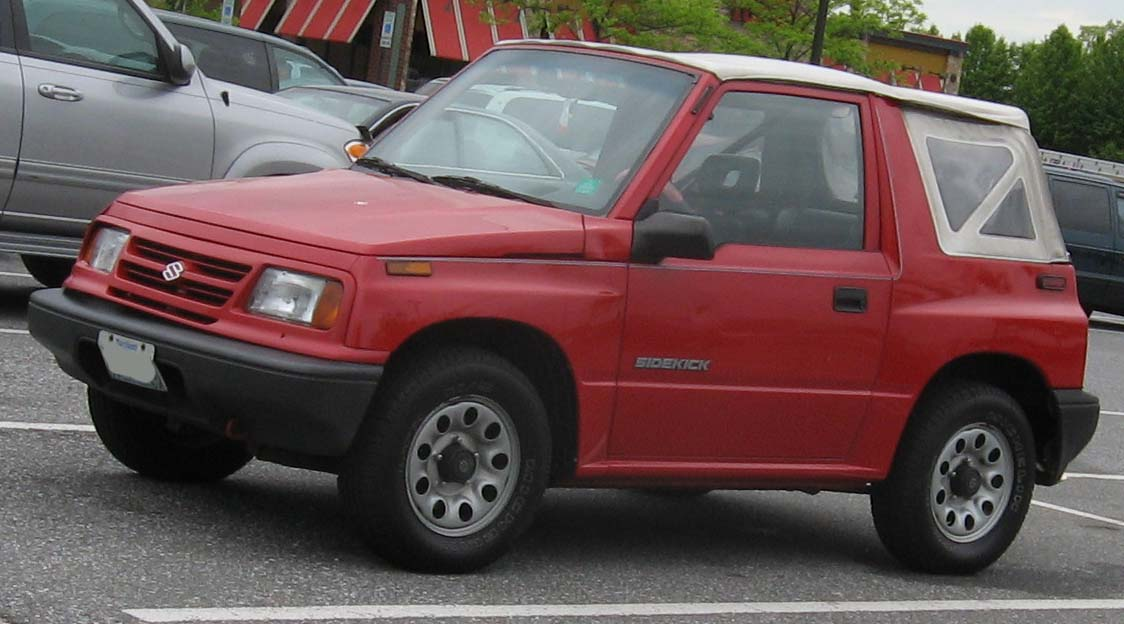
Suzuki Sidekick Cabrio
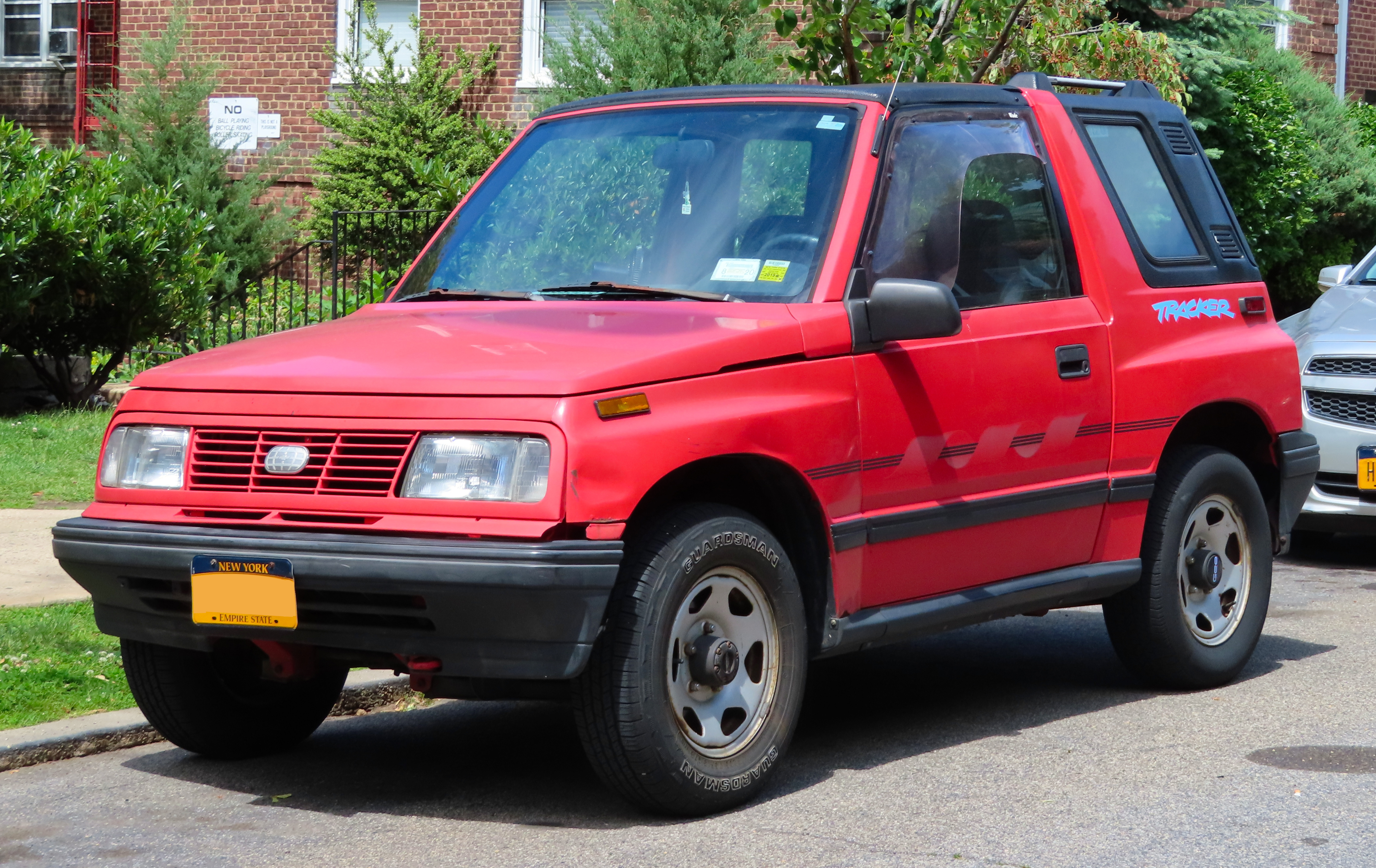
Geo Tracker Dreitürer
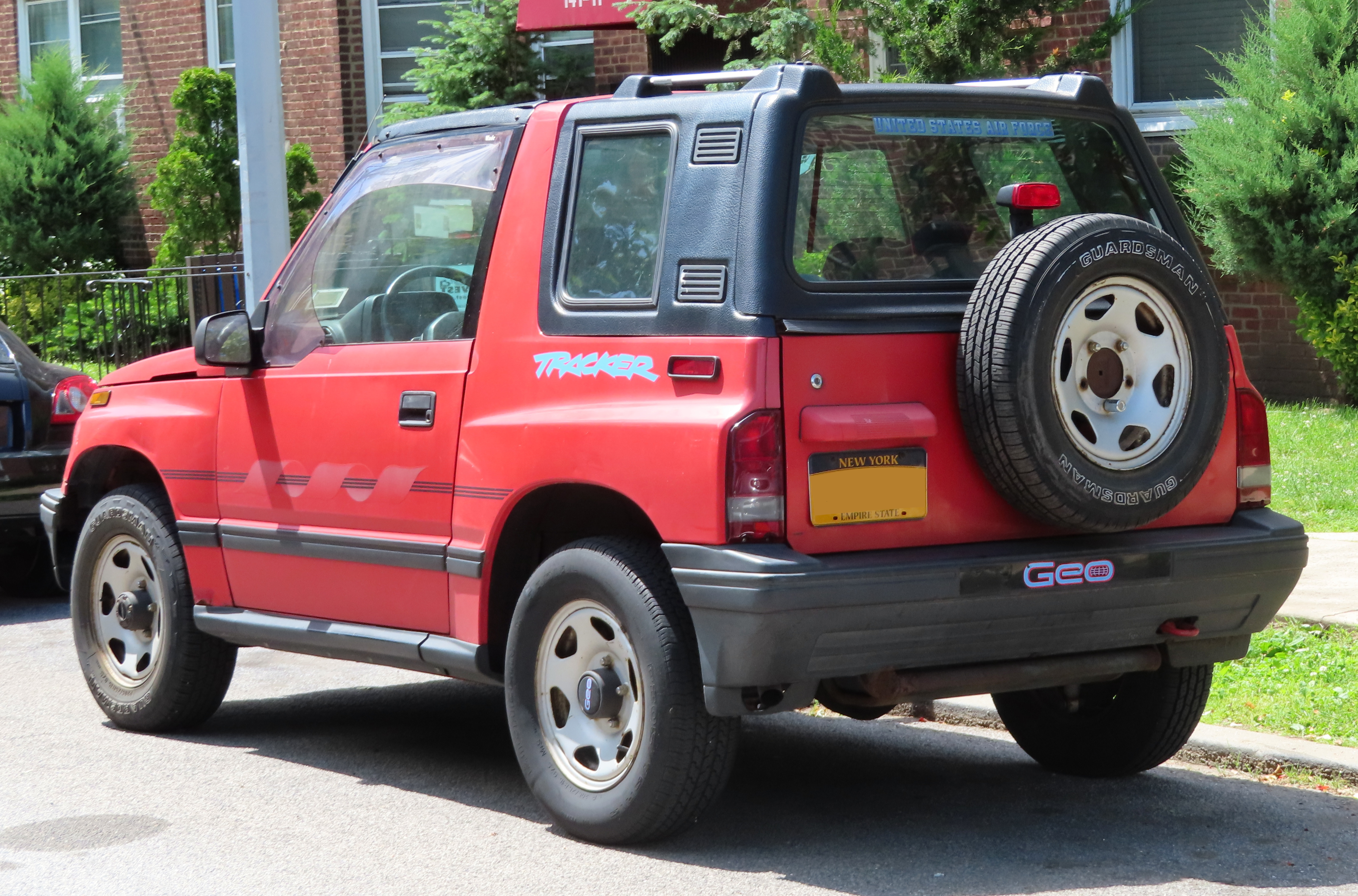
Heckansicht
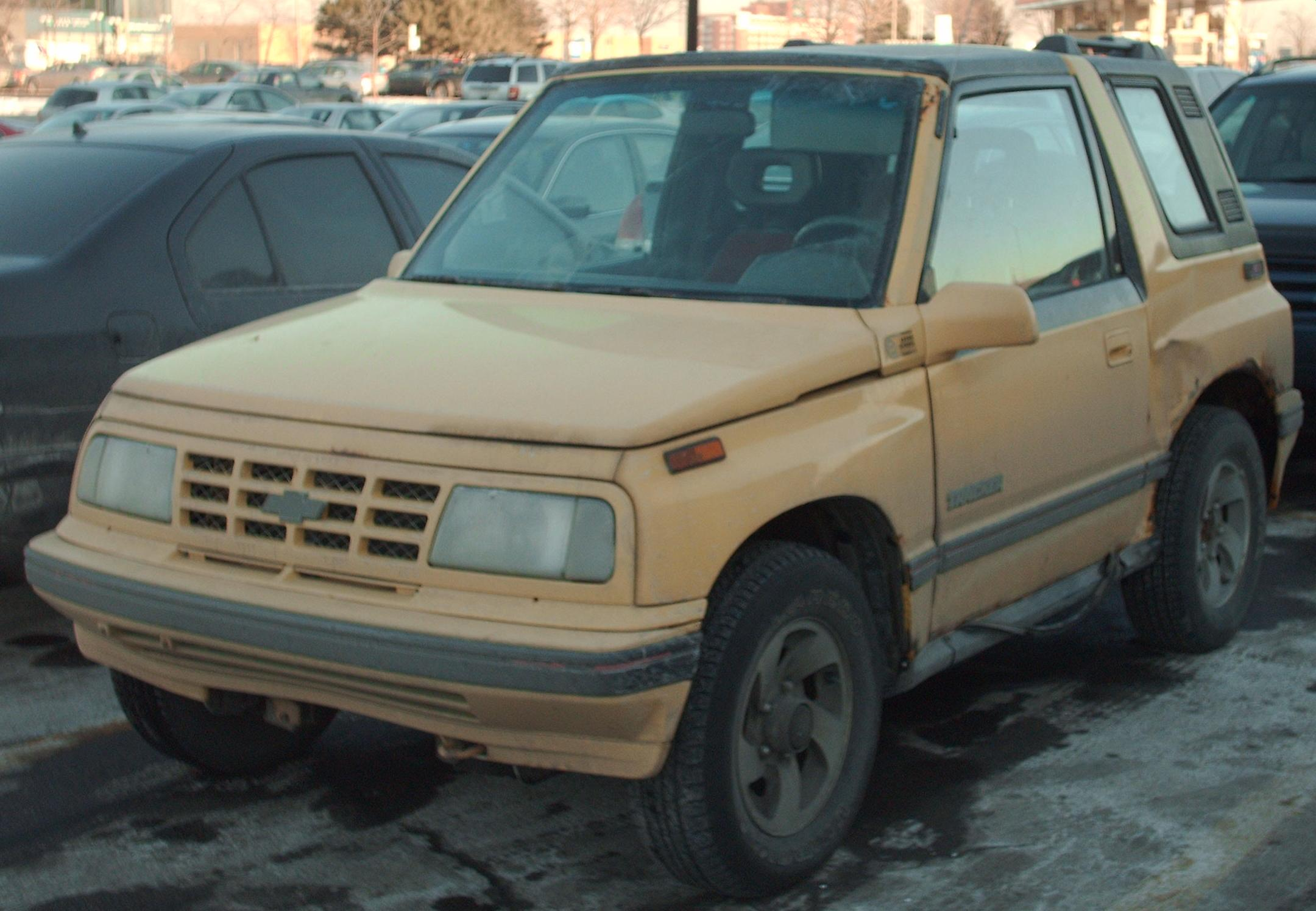
Chevrolet Tracker
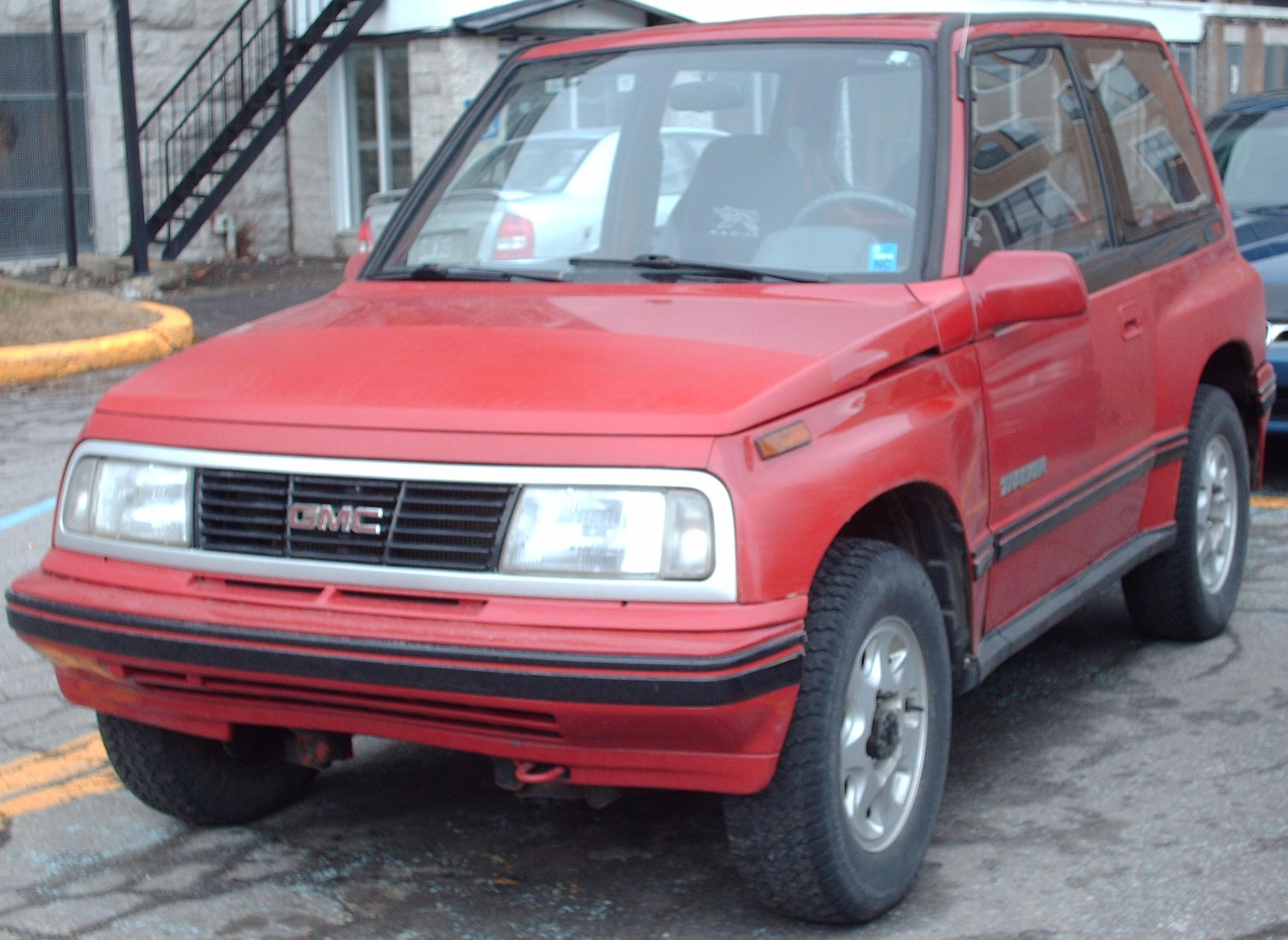
GMC Tracker

### Kanada
In Kanada gab es den Vitara unter den Namen Pontiac Sunrunner sowie Asüna Sunrunner zu kaufen.

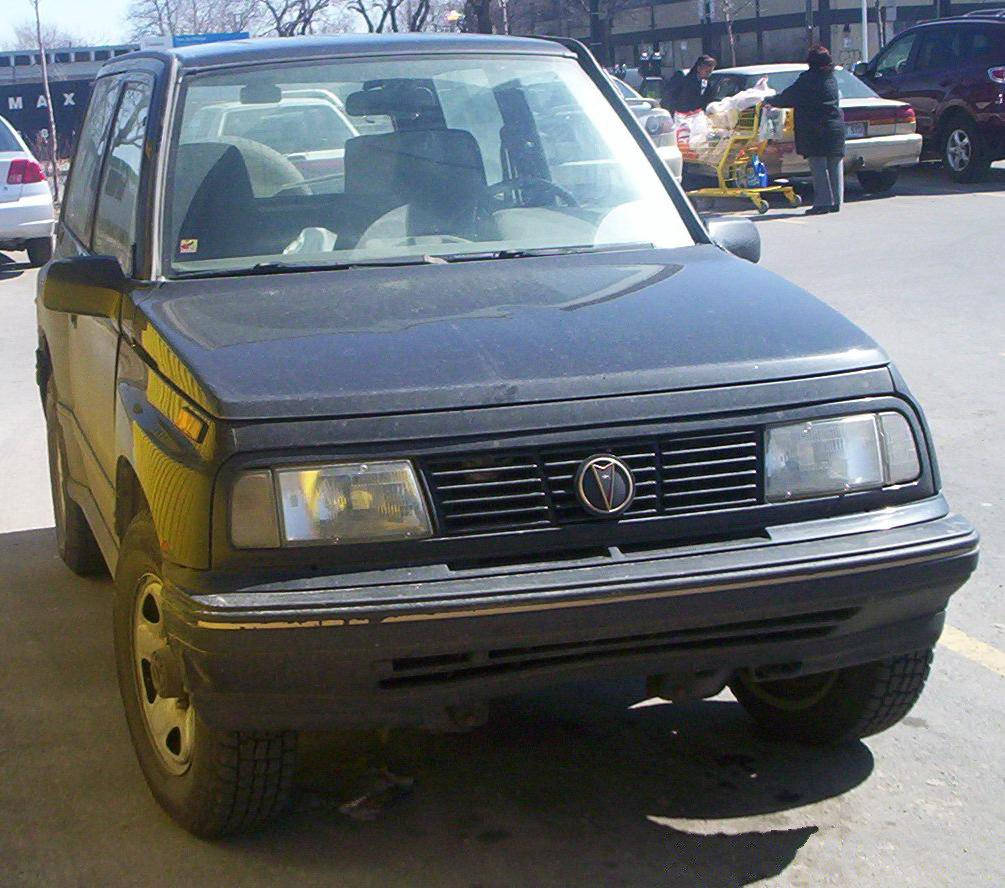
Pontiac Sunrunner
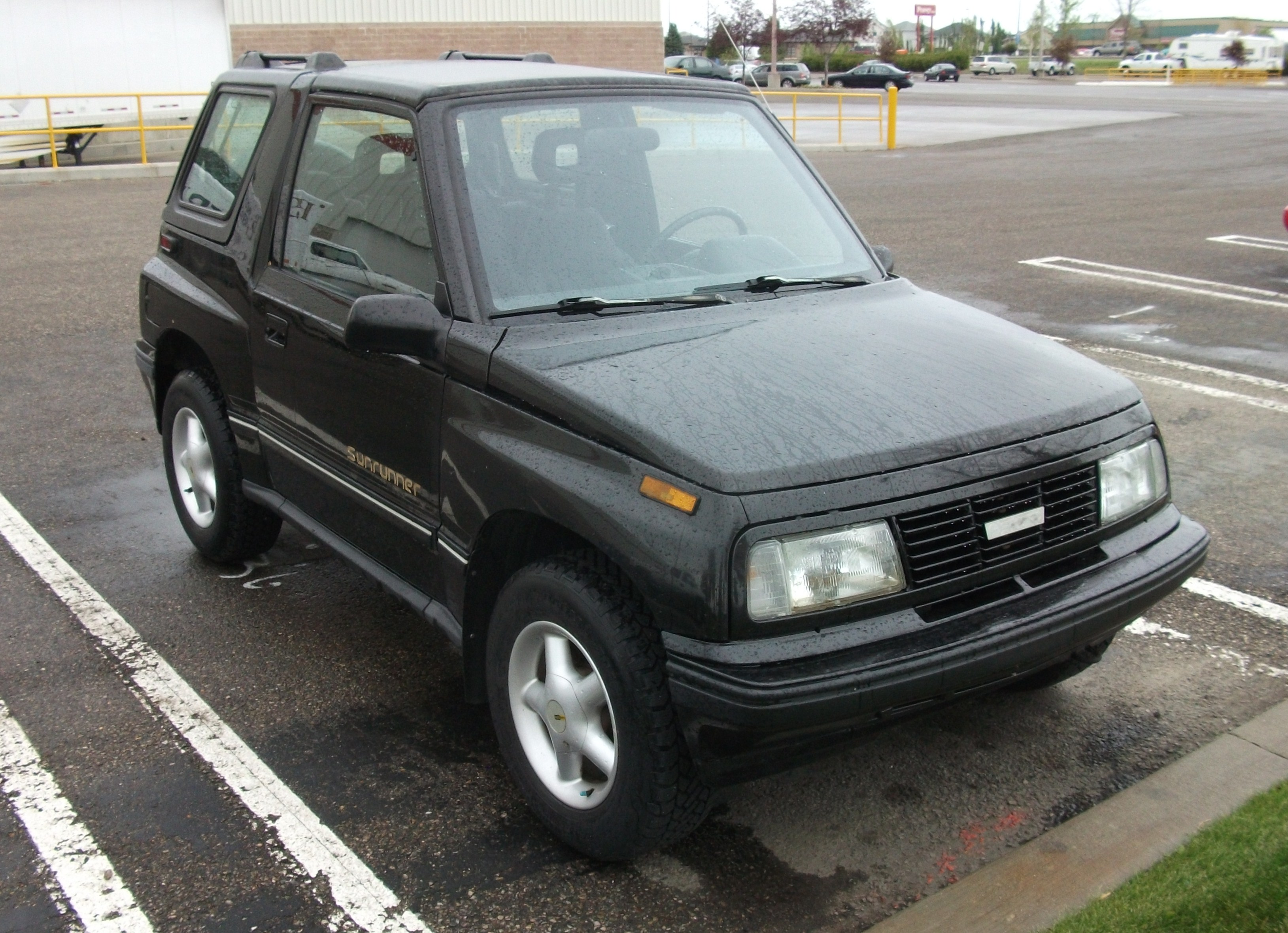
Asüna Sunrunner

## Neues Modell (2015)
Anlässlich der Mondial de l’Automobile 2014 in Paris stellte Suzuki ein neues SUV-Modell vor, welches ab 2015 wieder die Bezeichnung Vitara trägt.